# MS Katowice II
MS Katowice II – polski statek typu ro-ro, który obsługiwał w latach 80. XX wieku linię kontenerową z Europy do Australii.
Jednostka nosiła nazwę na cześć miasta Katowice.

## Historia
Statek zbudowany w stoczni w Bilbao w 1982 roku. MS Katowice II był rorowcem o nośności 21 334 ton (DWT). Jego długość całkowita wynosiła 199,6 m, szerokość 31 m, zanurzenie 9,5 m. Posiadał silnik spalinowy o mocy 17 236 kW. Rozwijał prędkość maksymalną 20 w. Polskie Linie Oceaniczne eksploatowały go w latach 1982–1989.
W 1989 razem z MS Poznań, MS Gdańsk i MS Wrocław  zmienił on armatora i banderę.